# Джон Кордс
Джон Кордс (на английски: John Cordts) е канадски пилот от Формула 1, роден е на 23 юли 1935 в Хамбург, Германия.

## Кариера във Формула 1
Джон Кордс дебютира във Формула 1 през 1969 г. в Голямата награда на Канада, в световния шампионат на Формула 1 записва 1 участие, като не успява да спечели точки. Състезава се частен Брабам.